# Charles-Eugène Delaunay
Charles-Eugène Delaunay, francoski astronom in matematik, * 9. april 1816, Lusigny-sur-Barse, Francija, † 5. avgust 1872, pri Cherbourgu, Normandija, Francija.

## Življenje in delo
Delaunay je študiral na Sorboni (Sorbonne). Njegov učitelj je bil Biot.
Leta 1860 in 1867 je objavil teorijo o Luninem gibanju, izdelano po drugačni osnovi kot je bila Hansenova iz leta 1838. Newcomb je pokazal, da se je njegova teorija odlično ujemala s Hansenovo. Delaunay je obravnaval gibanje Lune kot poseben primer problema treh teles. Njegova enačba neskončne vrste za iskanje Lunine lege je za praktično uporabo konvergirala prepočasi, vendar je vzpodbudila razvoj funkcionalne analize. Teorijo je objavil v dveh knjigah s po 900 stranmi in obravnaval motnje v sistemu Zemlja-Luna-Sonce. V tem delu je nakazal na kaotično obnašanje takšnega sistema, ter pokazal na problem majhnih imenovalcev v teoriji motenj. Imenovalec, ki se pojavi v n-tem členu razvoja motnje, lahko postane poljubno majhen, kar povzroči, da je n-ti popravek lahko zelo velik ali celo večji od popravka prvega reda. Njegove zamisli je naprej razvil Poincaré.
Delaunay je leta 1870 postal enajsti predstojnik Pariškega observatorija, dve leti kasneje pa se je utopil pri nesreči s čolnom. Nasledil ga je Le Verrier, ki pa je imel le omejena pooblastila, saj je bil na tem mestu že drugič, in z njegovim odnosom do drugih raziskovalcev niso bili zadovoljni.
Delaunay je leta 1855 postal član Francoske akademije znanosti (Académie des sciences), leta 1869 pa so ga izbrali za zunanjega člana Kraljeve družbe iz Londona.

## Priznanja

### Nagrade
V letu 1870 je za svoje znanstvene dosežke prejel Zlato medaljo Kraljeve astronomske družbe (RAS).

### Poimenovanja
Po njem se imenuje krater Delaunay na Luni.

## Dela
- Cours élémentaire de mécanique (1850],
- Cours élémentaire d'astronomie (1853),
- Traité de mécanique rationnelle (1856),
- La Théorie du mouvement de la lune, 2. knjigi (1860-1867),
- Ralentissement de la rotation de la terre (1866),
- Rapport sur les progrès de l'astronomie (1867).